# Rocket (Plastic Tree)
Rocket (ロケット?, Roketto) è il nono singolo della rock band visual kei giapponese Plastic Tree. È stato pubblicato il 7 dicembre 2000 dall'etichetta major Warner Music.

## Tracce
Dopo il titolo è indicata fra parentesi "()" la grafia originale del titolo.
1. Rocket (ロケット?) - 4:42 (Ryūtarō Arimura - Tadashi Hasegawa)
2. Sonzai riyū (存在理由?) - 3:56 (Ryūtarō Arimura)
3. Trance Orange (Live Version) (トランスオレンジ（Live Version）?) - 7:18 (Ryūtarō Arimura - Tadashi Hasegawa)

## Altre presenze
- Rocket:
  - 23/08/2000 - Parade
  - 14/11/2001 - Plastic Tree Single Collection
- Sonzai riyū:
  - 05/09/2007 - B men gahō
- Trance Orange (Live Version):
  - 07/11/2002 - Premium Best

## Formazione
- Ryūtarō Arimura - voce e seconda chitarra
- Akira Nakayama - chitarra e cori
- Tadashi Hasegawa - basso e cori
- TAKASHI - batteria